# Dhar (Mauritanie)
Pour les articles homonymes, voir Dhar.
Dhar est une commune de Mauritanie située dans le département de Bassikounou de la région de Hodh Ech Chargui.